# Onderscheiding ter Herinnering aan Frederik VIII
De Onderscheiding ter Herinnering aan Frederik VIII (Deens: "Kong Frederik den Ottendes Mindetegn") is een Deense onderscheiding.
Deze medaille werd op 29 juli 1912 ingesteld door Koning Christiaan X van Denemarken en werd verleend aan het militair personeel dat bij 's Konings begrafenis en het transport van zijn stoffelijk overschot op wacht stond. Een andere bron geeft de 28 adjudanten, dienende of voormalige stafchefs en vleugeladjudanten als de dragers van deze onderscheiding.
De onderscheiding kreeg de vorm van een op de borst gedragen opengewerkt zilveren monogram van de gestorven Koning Frederik VIII van Denemarken onder een zilveren koningskroon. Van dit voor de militaire staf van de overleden vorst bestemde versiersel werden 28 exemplaren uitgereikt. De onderscheiding werd met twee beugels op de kleding vastgemaakt.
Het monogram bestaat uit twee gespiegelde letters "F" die met elkaar en met een "8" zijn verstrengeld.
Om het bezit van deze onderscheiding aan te geven werd op de linkerborst een rood zijden baton met een ingewoven wit kruis gedragen.